# Beijoqueiro
Beijoqueiro (Gondomar, 2 de março de 1940 - Rio de Janeiro, 19 de dezembro de 2019) é a alcunha atribuída pela imprensa brasileira a José Alves de Moura, cidadão comum que se tornou notório devido a seu hábito de aparecer em eventos públicos beijando celebridades.

## Biografia
As informações sobre José Alves são poucas e desencontradas. Nascido em Portugal, na freguesia de Baguim do Monte, cidade de Gondomar, no ano de 1940, Moura veio para o Brasil com 17 anos. Para "tentar a sorte", segundo alguns. Para fugir do serviço militar, afirmam outros. Radicou-se na cidade do Rio de Janeiro, então capital do estado da Guanabara, onde trabalhou como comerciante, empresário de futebol e motorista de táxi.
De acordo com informações prestadas por seu irmão Francisco, José Alves de Moura (o Beijoqueiro) passou grande parte da vida transitando entre hospitais psiquiátricos. Segundo ele, tais problemas são consequências de uma agressão que o irmão teria sofrido em 1966, ocasião em que um assaltante o teria golpeado na cabeça.

### Destaque na imprensa
Tornou-se o "Beijoqueiro" após uma apresentação do cantor Frank Sinatra no Brasil. Com o Maracanã lotado, na noite de 26 de janeiro de 1980. Havia sido desafiado por amigos a cumprir uma meta quase impossível: subir no palco e beijar "The Voice". Conseguiu driblar o esquema de segurança e se aproximar do cantor que, constrangido, recebeu do fã o beijo na face.
Os jornais de todo o país noticiaram o ato. Moura tomou gosto pela fama e passou a frequentar eventos para se aproximar de celebridades a fim de repetir a façanha. Tornou-se aquilo que o cineasta Carlos Nader, num documentário feito em 1992, chamaria de Serial Kisser. E, como todo serial que se preze, Moura também ganhou um apelido da imprensa, o Beijoqueiro. Mas a fama também trouxe seus percalços: Moura foi demitido de seu emprego como taxista pois, segundo seu patrão, os clientes temiam que ele tentasse beijá-los. As acusações de que ele seria homossexual também fizeram com que sua primeira esposa o deixasse.
Entre as "vítimas" mais famosas do Beijoqueiro estão os cantores Roberto Carlos, Erasmo Carlos, Gilberto Gil, Chico Buarque, Caetano Veloso, Tony Bennett e o baixista Simon Gallup da banda britânica The Cure. O também cantor Paulo Sérgio, falecido em 1980, teve sua testa beijada duas vezes, minutos antes de seu enterro, no cemitério do Caju, no Rio de Janeiro. O ex-governador dos estados do Rio de Janeiro e do Rio Grande do Sul Leonel Brizola, a ex-primeira-dama Sarah Kubitschek, os ex-presidentes João Figueiredo e Itamar Franco, as atrizes Grazi Massafera, Betty Faria, Tônia Carrero e Shirley MacLaine, o comediante Renato Aragão, o ex-piloto Emerson Fittipaldi, o apresentador Silvio Santos, as ex-Miss Brasil Natália Guimarães e Marta Rocha, o apresentador Serginho Groisman, o ex-presidente de Portugal Mário Soares e os jogadores de futebol Roberto Dinamite, Pelé, Biro-Biro, João da Matta, Garrincha, Falcão, Serginho Chulapa e Zico. Ao beijar este último, foi detido e espancado por policiais. O beijo saiu caro: teve costelas e dentes quebrados. Passou por uma batelada de exames para determinar sua sanidade, que foi comprovada. Acabou libertado pelo juiz Mayrino da Costa, que declarou: "Beijar não é crime. Quem dera se todos os delinquentes do Brasil trocassem suas armas por beijos".
Para a visita do Papa João Paulo II ao Brasil em 1980, as autoridades tomaram medidas para que este não fosse assediado pelo Beijoqueiro, que foi detido no Rio de Janeiro e mantido preso até que o Papa se dirigisse ao próximo destino de sua excursão por sete cidades brasileiras. José Alves seguiu para São Paulo, onde foi novamente detido. Ganhou da polícia uma passagem de volta para o Rio, mas preferiu ir para Curitiba, local da visita seguinte do Papa. É preso uma terceira vez e, de volta ao Rio, faz um apelo em praça pública. Duas horas depois, havia conseguido recolher o suficiente para pagar a passagem de avião até Manaus, destino final do Papa antes de deixar o país. Lá, conseguiu finalmente aproximar-se do sumo pontífice, dando-lhe 17 beijos nos pés.
A fama trouxe empatia com todos os públicos, principalmente o infantil. Isso rendeu uma "participação" inusitada na revista de histórias em quadrinhos do personagem da Walt Disney, Zé Carioca. A edição n.º 1.721, de 26 de outubro de 1984, publicada pela Editora Abril, trazia uma caricatura do Beijoqueiro perseguindo Zé Carioca para beijar-lhe o rosto.
Também foi citado na canção "Pega na Mentira", enorme sucesso de 1981 gravado por Erasmo Carlos.

### Últimas aparições
Durante muito tempo o Beijoqueiro esteve fora da mídia, ou aparecendo esporadicamente. Sua presença em eventos esportivos durante o final da década de 2000 fez com que ele voltasse a ganhar destaque na imprensa.
Em 5 de abril de 2007, protagonizou uma agressão ocorrida após o jogo entre Vasco e Gama, no Maracanã. Na ocasião, onde esperava-se que Romário marcasse o milésimo gol de sua carreira, o folclórico torcedor estava presente e foi agredido na porta do vestiário do Vasco enquanto aguardava a saída dos jogadores. Após a confusão, o Beijoqueiro acusou seguranças do Vasco de serem os autores da agressão. A polícia militar não estava no local na hora do tumulto. Bastante ferido no rosto, ele foi atendido por médicos no Maracanã.
Em 23 de junho de 2007, o Beijoqueiro foi fotografado beijando a boca de Dercy Gonçalves, na festa dos 100 anos da atriz. Em 25 de julho do mesmo ano, atacou a jogadora de basquete Janeth, que se despedia de sua carreira no jogo final dos jogos Panamericanos e atacou Oscar Schmidt. Em 26 de julho, o Beijoqueiro atacou desta vez as jogadoras da seleção de futebol feminino na disputa conta os EUA na final dos jogos Panamericanos., o alvo foi a atacante Marta. 
Em 26 de agosto de 2007, o Beijoqueiro invade mais uma vez o Maracanã, agora no jogo Flamengo contra Goiás, para beijar o então ídolo do time rubro-negro, Obina. Devido à invasão de campo, o Flamengo correu o risco de ser punido com multa, sendo absolvido após o julgamento do caso.
Em 14 de fevereiro de 2008, foi noticiado que o Beijoqueiro fora atropelado por um táxi. Levado para o Hospital Souza Aguiar com ferimentos leves, foi liberado no mesmo dia após a realização de alguns exames.
A última aparição do Beijoqueiro deu-se em 2009, quando ele mandou anunciar nas ruas do Rio de Janeiro que tentaria beijar o então presidente estadunidense Barack Obama. No começo de 2011, o cineasta Carlos Nader recorreu à imprensa para tentar descobrir o paradeiro de José Alves para concluir um documentário sobre a sua vida, não obtendo sucesso em sua busca.
Em 1992, o Beijoqueiro participou de uma esquete do programa Os Trapalhões no qual participavam Renato Aragão, Dedé Santana, Mussum, Baiaco e Andreia Sorvetão, e foi entrevistado por Aragão. A entrevista está no quadro "Agência Trapa Tudo" exibida a reprise no Canal Viva no dia 11 de agosto de 2018. 
José Alves de Moura, o Beijoqueiro faleceu aos 79 anos, sua morte não saiu na imprensa, mas através de um vídeo no YouTube.